# Kirnitzsch
La Kirnitzsch (en allemand) ou Křinice (en tchèque), également appelée Kirnischt en Bohême, est une rivière traversant la République tchèque et l'Allemagne. Il s'agit d'un tributaire de l'Elbe.